# InterContinental Varsovia
El InterContinental Varsovia es un hotel de cinco estrellas de la capital polaca, (Varsovia), se encuentra ubicado entre las calles Emilia Plater, Sliska, y Sosnowa, fue diseñado por un equipo de arquitectos bajo la dirección de Spychala Tadeusz. Su construcción comenzó en 2001 y finalizó en noviembre de 2003. Es el hotel más alto de Polonia, el tercero más alta en Europa, y uno de los hoteles de 5 estrellas más alto en el mundo.
El edificio se caracteriza por su forma inusual y se mantiene en tonos verde claro, al igual que el edificio adyacente Varsovia Financial Center. El edificio alberga 326 habitaciones de diversas categorías o clases, incluyendo la suite presidencial, 77 suites de lujo con cocina, y cuenta con 12 salas de conferencias. El edificio también cuenta con un salón de baile, dos bares, dos restaurantes, una fuente de chocolate, sauna, gimnasio, spa y solárium. En los pisos 43 y 44 (150 metros sobre el nivel del suelo) se encuentra una moderna piscina, que es la piscina cubierta más alta en Europa. Cuenta con un aparcamiento subterráneo con capacidad para 175 vehículos, repartidos en cinco niveles. La construcción del edificio superó más de 100 millones de euros en su costo.
Con el fin de construir el rascacielos, los terrenos se cerraron durante casi un año, los habitantes de los bloques que rondaban la zona protestaron contra el nuevo edificio, alegando que podría oscurecer el sol. En última instancia, sin embargo, llegaron a un acuerdo con los residentes, gracias a la singular forma de la construcción de no se llega a "cortar" el acceso del sol a la calle.
El InterContinental Varsovia es el hotel más alto de Polonia y el tercero en Europa después de Hotel Ucrania en Moscú y el Gran Hotel Bali en España. El hotel cuenta con el aparcamiento más profundo de todos los rascacielos en Polonia, con una profundidad de 20,7 metros.